# Nowy Dworek (Grabowo-Kolonie)
Nowy Dworek – część wsi Grabowo-Kolonie w Polsce, położona w województwie podlaskim, w powiecie augustowskim, w gminie Augustów.
w 1973 roku stanowił sołectwo w nowo utworzonej gminie Augustów.
W latach 1975–1998 miejscowość administracyjnie należała do województwa suwalskiego.